# Xã Swatara, Quận Dauphin, Pennsylvania
Xã Swatara (tiếng Anh: Swatara Township) là một xã thuộc quận Dauphin, tiểu bang Pennsylvania, Hoa Kỳ. Năm 2010, dân số của xã này là 23.362 người.